# Primera reestructuració del deute de la Barcelona Traction
El 30 de novembre de 1914 la Barcelona Traction va suspendre el pagament dels interessos semestrals de les obligacions First Mortgage emeses per la societat. Addicionalment, tenia aturades les obres de la central hidroelèctrica de Talarn al 40%, no disposava de recursos per continuar i la Primera Guerra Mundial impedia l'emissió de nou deute en els mercats internacionals.
El fet que els promotors encara tinguessin entre les seves mans un gran paquet d'obligacions valorat en 4 milions de lliures els va permetre controlar les deliberacions de les assemblees d'obligacionistes i que les decisions que s'hi preguessin estiguessin al favor dels seus interessos. El sindicat financer va acordar amb la Barcelona Traction el 9 d'abril de 1915 una sèrie de mesures per refinançar l'empresa. L'acord fou aprovat per l'assemblea d'obligacionistes el 8 de juny del mateix any, i les mesures preses permeteren la represa de les obres.

## Antecedents
El camí cap a la suspensió de pagaments no fou improvisat, sinó que en les primeres accions que es dugueren a terme el 1911 -la compra a un preu per sobre del de mercat de la Companyia Barcelonina d'Electricitat - ja encaminaren el rumb de l'empresa cap aquest destí.

### Estat dels comptes a l'agost de 1914
Segons els estats comptables de la Barcelona Traction, fins al mes de juliol de 1914 la societat havia adquirit i construït actius per valor de 6.462.288 lliures esterlines, tal com mostra la següent taula:
| Actius                                          | Import (en lliures) |
| ----------------------------------------------- | ------------------- |
| Compra Ferrocarrils Sarrià a Barcelona          | 320.000             |
| Compra Companyia Barcelonina d'Electricitat     | 1.166.467           |
| Construcció ferrocarril Sarrià-Les Planes       | 411.000             |
| Construcció central de Serós                    | 1.852.260           |
| Construcció central de Talarn                   | 1.096.260           |
| Construcció línia elèctrica Serós-Barcelona     | 900.000             |
| Compra 49% Energia Elèctrica de Catalunya       | 436.705             |
| Compra Les Tramways de Barcelone                | 1.126.696           |
| Despeses generals, administratives i comercials | 210.000             |
| TOTAL                                           | 7.519.388           |

A aquesta quantitat cal afegir unes 658.000 lliures esterlines en interessos corresponents a les emissions de finals de 1911 i 1913, 22.000 lliures en interessos per préstecs rebuts, així com les quantitats satisfetes per comprar una sèrie de petites companyies de producció elèctrica d'abast local que es pot estimar en unes 50.000 lliures.
La xifra aproximada del total de sortides de caixa al mes d'agost de 1914 era de 8.249.388 lliures, mentre que el finançament de la Barcelona Traction garantia uns ingressos que oscil·laven al voltant de 8.175.000 lliures. L'empresa no podia mantenir el nivell d'inversió sense tenir assegurada la continuïtat en l'emissió d'obligacions que li garantís l'entrada de més recursos.

### Tipus de canvi de la lliura esterlina
Els ingressos de la companyia es feien en pessetes, un gran part del deute estava nominat en lliures esterlines. Variacions en el tipus de canvi afectaven de forma positiva o negativa a l'esforç que havia de fer la Barcelona Traction per pagar els interessos de les obligacions. L'empresa va començar a tenir ingressos en 1912, a través de la Companyia Barcelonina d'Electricitat, i el 1914 va fer un salt en la facturació, amb la posada en funcionament de la central de Serós.
| Any  | Pessetes/lliura | 1911=100 |
| ---- | --------------- | -------- |
| 1911 | 27,36           | 100      |
| 1912 | 26,67           | 102,59   |
| 1913 | 27,42           | 99,78    |
| 1914 | 26,40           | 103,64   |
| 1915 | 25,35           | 107,93   |

El tipus de canvi es mantingués bastant estable en el període 1912-1915, de forma que no afectà negativament a la capacitat de pagar els interessos de les obligacions.

## Causes de la suspensió de pagaments
La suspensió de pagaments va ser deguda a:
- Es van gastar mes diners dels previstos. Tant l'adquisició de la Companyia Barcelonina d'Electricitat, la de Les Tramways de Barcelone i la del 49% d'Energia Elèctrica de Catalunya es feren a un preu alt.
- La coincidència de la construcció de dues grans centrals hidroelèctriques, la central de Camarasa i la de Talarn, va concentrar en poc temps grans sortides de caixa. Mentre Pearson hi estava a favor, molts membres del sindicat financer no ho estaven.
- Els recursos financers no estaven dimensionats per un nivell d'inversió tant alt. En l'estat inicial en que es trobava l'empresa, la continuació de les obres i el pagament del interessos depenia totalment de noves entrades de recursos procedents de nou deute.

### La posició de la companyia
Segons la memòria anual emesa per la Barcelona Traction per l'exercici 1915 la suspensió de pagaments es basava en dos fets:
- La despesa en comprar la Companyia Barcelonina d'Electricitat, la de Les Tramways de Barcelone i la d'una munió de petites companyies elèctriques no estava prevista en els plans inicials. Costa de creure perquè l'adquisició de la Companyia Barcelonina d'Electricitat es feu el desembre de 1911, tres mesos més tard de la constitució de la Barcelona Traction. La compra aportava una central tèrmica, element molt important per complementar la producció hidroelèctrica. El mateix es pot dir de les empreses elèctriques locals, la compra de les quals formava part del pla comercial. Addicionalment, Pearson i un grup d'enginyers havia estat el mes d'octubre a Catalunya estudiant el mercat, la competència i les concessions d'aprofitament hidroelèctric i tenien un coneixement del mercat elèctric català. I cal considerar que Pearson era una persona amb molta experiència, havent participat de forma destacada en l'electrificació en molts llocs del continent americà.
- L'esclat de la Primera Guerra Mundial va impedir una ampliació ordenada del finançament en el 1914. La primera meitat de l'any el grup promotor desplegà un seguit d'iniciatives de finançament davant la dificultat que el mercat acceptés una nova emissió d'obligacions.

## Efectes a la borsa
L'impagament dels interessos i l'esclat de la Primera Guerra Mundial, que va provocar una onada de vendes en les borses, van afectar la cotització de les accions i de les obligacions First Mortgage. El següent gràfic mostra les cotitzacions màximes i mínimes de les accions a la Borsa de Toronto. Els preus són en francs francesos.

## Nomenament d'un administrador afí
Davant de la constatació de la incapacitat de pagar els interessos de desembre de 1914 i de continuar les obres, Alexander Mackenzie, en nom dels promotors, va sol·licitar i obtenir d'un tribunal de Londres el nomenament d'un administrador concursal favorable als seus interessos. Aquest fou H.T. McAuliffe, president d'una de les empreses que portaven els comptes del grup i president també d'una societat que era un dels socis de referència de la Barcelona Traction, la Guarantee Insurance and Investment Company.

## Termes del conveni
La Barcelona Traction va presentar un pla de recuperació, fet per Horace Field Parshall, membre del consell d'administració de la Barcelona Traction. Parshall va estimar que entre 1915 i 1918 serien necessàries 1.631.000 lliures esterlines per completar les obres. Aquesta quantitat seria finançada en dues parts: 850.000 lliures en diner nou i la resta ajornant el pagament dels interessos de les obligacions.
Els nous inversors tenien poques opcions. Tot el que s'havia invertit no podria generar cap valor si no s'acabaven les obres, i per acabar-les feia falta diners. El grup promotor volia assegurar els diners que havien prestat a l'empresa.
El fet que el grup promotor tingués la majoria en l'assemblea d'obligacionistes, així com que l'administrador concursal fos H.T. McAuliffe permeté que l'acord assolit amb la Barcelona Traction, amb una direcció totalment afí, fos favorable als seus interessos.
- Per als portador d'obligacions First Mortgage, un grup constituït pels promotors i per inversors que havien comprat les obligacions als anteriors, la reestructuració només endarreria el pagament dels interessos per un període de cinc anys.
- El grup dels promotors que havien prestat diners a la Companyia Barcelonina d'Electricitat veia que el seu deute es convertia en un tipus nou de títols de la Barcelona Traction, les Lien Prior B, a un rati molt favorable. Addicionalment, com a titulars d'obligacions Prior Lien B, el seu deute tindria preferència sobre qualsevol altre títol (First Mortage i Prior Lien A) en cas de liquidació de la companyia.[7]
- L'empresa posava en circulació un tercer tipus d'obligacions, les Prior Lien A, per recaptar fons per a la continuïtat de les obres.

La creació de dos tipus nous d'obligacions creava diversos tipus d'obligacionistes amb un tractament diferenciat, que s'aniria aprofundint a mesura que l'empresa patís noves crisi.
El detall dels terminis de l'acord entre els obligacionistes i la Barcelona Traction passava per l'augment de recursos i l'oferiment de garanties hipotecàries sobre el nou deute.

### Augment de recursos
La Barcelona Traction havia de trobar els recursos necessaris per acabar les obres en curs (les obres de la central hidroelèctrica de Talarn estaven al 40%) i els previstos en el pla original (centrals de Camarasa i Barcedana).

#### Emissió de noves obligacions Prior Lien A i B
Per augmentar els recursos, es va acordar l'emissió de noves obligacions, les Prior Lien A, fins a un valor nominal de 2.000.000 de lliures esterlines. El comitè d'obligacionistes va autoritzar l'emissió d'obligacions Prior Lien A inicial per un import de fins a 905.600 lliures esterlines. L'emissió es feu el 1er de juny de 1915, i el seu venciment era el 1er de juny de 1965 al 110% del seu valor nominal. Meritaven un interès del 7% anyal, el qual es pagava l'u de juny i l'u de desembre. L'acord assolit amb el comitè d'obligacionistes estava condicionat a que la Barcelona Traction hagués col·locat l'u de setembre de 1915 en els mercats financers obligacions Prior Lien A per un valor mínim de 700.000 lliures esterlines; en cas contrari, l'acord assolit es declarava nul.
Els recursos obtinguts per aquestes obligacions es destinaven a continuar les obres de la central hidroelèctrica de Talarn que, un cop acabada, permetria a la companyia ingressar diners per l'electricitat produïda i conseqüentment normalitzar la situació amb els obligacionistes. La prioritat d'aquesta tasca es veié reflectida en les garanties que s'oferien als subscriptors. Es va concedir a les obligacions Prior Lien A la màxima garantia, tenint preferència sobre les Prior Lien B, i aquestes sobre les First Mortgage originals, que havien passat a tenir garantia de segona hipoteca. Les garanties de les Prior Lien A eren obres fetes per Riegos y Fuerza del Ebro per valor de 50 milions de pessetes, així com accions i obligacions de les filials de la Barcelona Traction.
El fet que les obligacions First Mortage perdessin els drets de primera hipoteca i que s'ajornés el pagaments dels interessos era difícil de pair pels seus tenedors. Pearson convencé als tenedors canadencs de bons First Mortgage de perdre garanties a canvi que entrés diner nou a l'empresa que permetés acabar la central hidroelèctrica de Talarn; quan viatjava al Regne Unit per reunir-se amb els obligacionistes britànics per fer el mateix, morí en el naufragi del Lusitània. Malgrat tot, els europeus també acceptaren.

#### Ajornament del pagament d'interessos
Per millorar la disponibilitat de tresoreria per un període d'anys s'ajornava el pagament dels interessos de les obligacions First Mortgage fins al primer de desembre de 1918 a través d'un mecanisme força complicat. A mesura que s'assolissin les dates de venciment dels interessos i fins a arribar a juny de 1918, es lliurarien als tenedors de les obligacions uns rebuts provisionals, que a partir de l'1 de setembre de 1918 s'intercanviarien per altres obligacions al 5% d'interès amb venciment a 10 anys (anomenades 10 Year Notes). En els últims 5 anys de l'existència d'aquestes obligacions, aquestes serien rescatades per la Barcelona Traction en cinc venciments iguals entre el primer de juliol de 1920 i el primer de juny de 1925. L'empresa podia escollir bescanviar-les o bé per efectiu o per obligacions First Mortgage.
Ras i curt, subscriptors de les obligacions First Mortgage havia passat de cobrar els cupons en efectiu cada sis mesos a cobrar-los en obligacions que incorporaven un derivat financer que els podia obligar a vendre els títols per intercanviar-los per altres, sense determinar en el moment present el preu d'execució de l'opció.
S'ajornava 4 anys i mig l'inici del fons d'amortització de les obligacions First Mortgage, passant de l'1 de desembre de 1922 a l'1 de juny de 1927. Quan l'empresa contava amb només tres anys i mig de vida, la planificació financera ja en portava quatre i mig de retard.
Els diners recaptats en obligacions i bons s'havien de gastar en acabar les obres de la central hidroelèctrica de Talarn i el tram entre Sarrià i Vallvidrera dels Ferrocarrils de Catalunya.

#### Ús de les 10 Year Notes
De fet, les 10 Year Notes s'utilitzarien abastament, atès que es van fer servir com a medi de pagaments en els següents casos:
- El venciment semestral dels interessos de les obligacions First Mortgage.
- Els interessos dels préstecs a la Barcelona Traction que no van poder liquidats per les obligacions Prior Lien B.
- Els venciments semestrals dels interessos de les obligacions Prior Lien B fins al venciment del primer de juny de 1918.
- Els venciments dels interessos de les obligacions emeses per la Companyia Barcelonina d'Electricitat per un import de 20 milions de pessetes fins al venciment de primer de juny de 1918 inclòs.
- Els venciments dels interessos de les pròpies 10 Year Notes fins al venciment de primer de juny de 1918 inclòs.

### Garanties de Riegos y Fuerza del Ebro per la Barcelona Traction
Riegos y Fuerza del Ebro s'obligava contractualment a no assumir més deutes ni a emetre obligacions més enllà de la hipoteca constituïda a Espanya sobre els seus actius materials en garantia de les obligacions de la Barcelona Traction i a l'emissió d'obligacions General Mortage per valor nominal de 9.500.000 lliures esterlines i sense meritar interessos.

### Titolarització de deutes als promotors
Els deutes per un import total d'uns 2 milions de lliures que havien incorregut els promotors del negoci prestant diners al grup de la Barcelona Traction a través de la seva filial Companyia Barcelonina d'Electricitat en el mes de novembre de 1913 i els de maig i juliol de 1914 es van saldar amb el lliurament als creditors de noves emissions d'obligacions, First Mortgage i Prior Lien B de la Barcelona Traction i també de la Companyia Barcelonina d'Electricitat, amb un valor nominal total de 3.145.000 lliures. Aquest punt només representava un refinançament del préstec que els promotors havien fet al grup de la Barcelona Traction, i no incrementava els recursos de l'empresa. De fet, titolaritzar els préstecs permetia al promotor vendre els títols en una borsa, mentre que traspassar un préstec era una operació molt més difícil.
Per saldar uns préstecs fets a la Companyia Barcelonina d'Electricitat i valorats en 2.081.795 lliures , entre la Barcelona Traction i la Companyia Barcelonina d'Electricitat van emetre obligacions amb un valor nominal de 3.145.000 lliures, que havien de tornar, més els corresponents interessos meritats de les obligacions.
| Tipus d'obligació                      | Nominal en lliures | Nominal en pessetes | Ingrés real per B.T. |
| -------------------------------------- | ------------------ | ------------------- | -------------------- |
| 1915 Barcelona Traction First Mortgage | 345.000 lliures    |                     |                      |
| 1915 Barcelona Traction Prior Lien B   | 2.000.000 lliures  |                     |                      |
| 1915 Barcelonina d'Electricitat        | 800.000 lliures    | 20.000.000 pessetes |                      |
| TOTAL                                  | 3.145.000 lliures  |                     | 2.081.795 lliures    |

### Garanties pels creditors
Es va establir un comitè de vigilància per assegurar que l'administració de la Barcelona Traction seria prudent i assenyada, limitant l'import de noves emissions d'obligacions per part de les empreses filials Riegos y Fuerza del Ebro i Companyia Barcelonina d'Electricitat. En aquest sentit, s'establien també condicions per a les empreses filials:
- Riegos y Fuerza del Ebro havia d'establir una garantia hipotecària sobre els seus actius (el canal de Seròs i la construcció en curs de la central hidroelèctrica de Talarn, que estava al 40%[12]) per valor de 50 milions de pessetes destinades a garantir les obligacions de la Barcelona Traction.
- També, es va titolaritzar un préstec fet per la Barcelona Traction a Riegos y Fuerza del Ebro per finançar les obres hidroelèctriques. El préstec es va reconvertir en obligacions General Mortgage de Riegos y Fuerza del Ebro per valor de 9 milions i mig de lliures esterlines, subscrites per la Barcelona Traction. Les obligacions es van depositar en el banc National Trust com a garantia de les obligacions de la Barcelona Traction, i no podien meritar interessos per a la Barcelona Traction mentre estiguessin depositades.[11] Aquest últim punt era important, perquè impedia transferir beneficis de Riegos y Fuerza del Ebro a Barcelona Traction sota el subterfugi d'interessos. El posterior incompliment d'aquesta condició va facilitar, més de tres dècades més tard, la desaparició de la Barcelona Traction.
- La Companyia Barcelonina d'Electricitat s'havia de comprometre a no emetre en el terme de tres anys noves obligacions més enllà del valor previst de 6.557.183 pessetes que ja estava previst per a la millora de les seves instal·lacions.

### Millora en la gestió de la Barcelona Traction
En el comitè d'obligacionistes del 8 de juny de 1915 que va aprovar el pla de reestructuració va fer afegir expressament que la gestió de les construccions estiguessin dirigides per Horace Field Parshall, i que la direcció financera ho estigués per E. R. Peacock.
És inevitable veure en aquest punt una certa censura de l'activitat duta a terme per Pearson. La seva visió d'anar ràpid, intentar tenir la màxima quota de mercat comprant les empreses de la competència i voler tenir un model integral, no sols de producció d'energia elèctrica, sinó també transport metropolità i promocions immobiliàries va fer gastar més del que podia. No havia una correspondència entre el que es volia fer i el que s'havia previst gastar.

### Recepció del conveni
L'opinió de la premsa financera del moment no fou massa favorable a aquest acord. Denunciava que als tenedors d'obligacions First Mortgage se'ls pagava els interessos no en diners, sinó en un papers (rebuts provisionals) que passats 3 anys i mig s'intercanviarien per uns altres papers (10 Year Notes), l'interès dels quals es pagava amb més papers (10 Year Notes) i que es bescanviarien entre 7 i 10 anys després o bé per diners o bé per papers (obligacions First Mortgage), en funció de la voluntat de l'empresa.

## Mancances de l'acord
Crida l'atenció que no s'establís un objectiu d'increment dels recursos propis de la societat. La solució que es va acordar fou simplement ajornar i reduir el deute existent a canvi d'incrementar discretament els recursos permanents recorrent a més deute (l'emissió de 905.600 lliures en obligacions Prior Lien A), cosa que no solucionava el problema de fons. Però cal tenir en compte que el fet que s'estigués disputant la Primera Guerra Mundial dificultava trobar diners en els mercats internacionals.